# Savo Štrbac
Savo Štrbac (Raštević kod Benkovca, 6. listopada 1949.) je bivši srpski političar iz Hrvatske. Djelovao je kao ministar informiranja Republike Srpske Krajine. Utemeljio je dokumentacijski centar Veritas. Danas živi u Beogradu.

## Životopis
Završio je pravo u Zagrebu. Štrbac je radio od 1977. do 1988. kao sudac na Općinskom sudu u Benkovcu, zatim do 1990. je bio sudac Okružnog suda u Zadru. Godine 1993. utemeljio je dokumentacijski centar Veritas.
Od 1994. surađivao je s bivšom glavnom tužiteljicom pri Međunarodnom sudu za ratne zločine počinjene na području bivše Jugoslavije Carlom del Ponte pri sastavljanju optužnice protiv hrvatskih generala Ante Gotovine, Ivana Čermaka i Mladena Markača.

## Stavovi
Savo Štrbac je optužnicu protiv generala Ante Gotovine nazvao početkom kraja države Hrvatske koja bi slijedom "dokaza o svom kriminalnom karakteru - morala nestati.!"...
Predsjednik Veritasa izjavio je u travnju 1998. za Međunarodni kazneni sud da je u Oluji "nestalo ili poginulo oko 1550 Srba." U kasnijim će istupima govoriti o 2.996 nestalih Srba.

## Vanjske poveznice
- Croatian Information Center, Engl.  Arhivirana inačica izvorne stranice od 27. rujna 2010. (Wayback Machine)